# (1736) Floirac
(1736) Floirac – planetoida z pasa głównego asteroid okrążająca Słońce w ciągu 3 lat i 121 dni w średniej odległości 2,23 au. Została odkryta 6 września 1967 roku w obserwatorium w Bordeaux przez Guya Soulié. Nazwa planetoidy pochodzi od przedmieść miasta Bordeaux. Przed nadaniem nazwy planetoida nosiła oznaczenie tymczasowe (1736) 1967 RA.